# Derrick Coleman
Derrick D. Coleman, född 21 juni 1967 i Mobile i Alabama, är en amerikansk före detta professionell basketspelare (PF) som tillbringade 15 säsonger (1990–2005) i den nordamerikanska basketligan National Basketball Association (NBA), där han spelade för New Jersey Nets, Philadelphia 76ers, Charlotte Hornets och Detroit Pistons. Under sin karriär gjorde han 12 884 poäng (16,5 poäng per match), 1 985 assists och 7 232 rebounds, räddningar från att bollen ska hamna i nätkorgen, på 781 grundspelsmatcher.
Coleman draftades i första rundan i 1990 års draft av New Jersey Nets som första spelare totalt.
1994 ingick han i USA:s Dream Team II när de vann guld vid världsmästerskapet, som spelades i Hamilton och Toronto i Ontario i Kanada.